# Der einzige Sohn
Der einzige Sohn (japanisch 一人息子, Hitori Musuko) ist ein japanischer Film des Regisseurs Yasujirō Ozu aus dem Jahr 1936. Es ist der erste Tonfilm Ozus.

## Handlung
In der Provinz Shinshū lässt sich die arme Witwe Tsune Nonomiya von Ōkubo, dem Lehrer ihres Sohnes Ryōsuke, überzeugen, ihren Sohn nach Abschluss der Grundschule die weitere Schulbildung zu ermöglichen. Sie muss hart arbeiten, um das notwendige Geld dafür zu haben. Lehrer Ōkubo wird verabschiedet: er hat 1935 beschlossen, nach Tokio zu gehen. Der Sohn schafft die Schule und beschließt, ebenfalls nach Tokio zu gehen, um weiter zu kommen.
Als die Mutter ein Jahr später den Sohn in Tokio besucht, erfährt sie, dass er verheiratet ist, in einer winzigen Wohnung am Rande der Stadt lebt und einen kleinen Sohn hat. Er schlägt sich als Lehrkraft an einer Abendschule durchs Leben, muss sich Geld von den Kollegen borgen, um für die Mutter ein ordentliches Essen bezahlen zu können. Sie besuchen zusammen den Lehrer Ōkubo, der, auch nicht mehr an einer Schule, sich mit einem Imbiss-Laden durchs Leben schlägt und dabei mit seiner Frau immerhin vier Kinder groß zieht. Es folgt ein Kino-Besuch, zu dem Ryōsuke seine Mutter eingeladen hat. Sie sehen einen deutschen Tonfilm, in Japan „Talkie“ genannt, mit einer hübschen blonden Sängerin und einem Liebhaber. Die Mutter, an dem westlich-fremden Film uninteressiert, schläft dabei ein.
Auf einem Spaziergang am Rande der Stadt macht die Mutter ihrem Sohn Vorwürfe: Sie habe erwartet, dass er mehr aus seinem Leben gemacht hätte. Abends zu Hause kommt es zu einem weiteren Gespräch: sie erklärt, dass sie ihm alles geopfert und das Haus habe verkaufen müssen, sie arbeite weiterhin in einer Seidenspinnerei, lebe nun in einer kümmerlichen Werksunterkunft.
Während des Besuches verkauft die Frau des Sohns ihren guten Kimono, um Geld für den Besuch der Mutter zu haben. Als sie losziehen, um einen schönen Nachmittag zu haben, wird in der Nachbarschaft ein Kind verletzt. Da gibt der Sohn das Geld für die Behandlung im Krankenhaus aus. Der schöne Nachmittag fällt aus, aber die Mutter lobt seine Haltung ausdrücklich. Die Mutter reist dann ab, nicht ohne etwas Geld für den Sohn zu hinterlassen.
Zurück in ihrem Heimatort wird die Mutter in der Seidenspinnerei von einer Arbeiterin nach dem Besuch in Tokio gefragt. Die Mutter sagt mit geheucheltem Stolz, ihr Sohn sei etwas Großes geworden. Der Film schließt mit dem Blick auf die Mutter, die an die Fabrikhofwand gelehnt weint.

## Zeitbezug
Der Film erschien nicht nur im September 1936, er spielt auch im Wesentlichen in diesem Jahr. Es ist die Zeit, als Japan und Deutschland einander näher kamen. So hängt nicht zufällig in der Wohnung des Sohns ein Plakat mit dem Titel „Germany“, das ein Reiterstandbild zeigt. Die blonde deutsche Frau aus dem Film hängt auch als Poster in der Wohnung des Sohns.
Die Mutter wird zwar durch Tokio geführt, findet die alten Tempel schön und ist beeindruckt von dem Menschengewühl. Gezeigt wird davon nichts. Gezeigt wird nur die ärmliche Wohngegend am Rande der Stadt.